# Vrtěšice

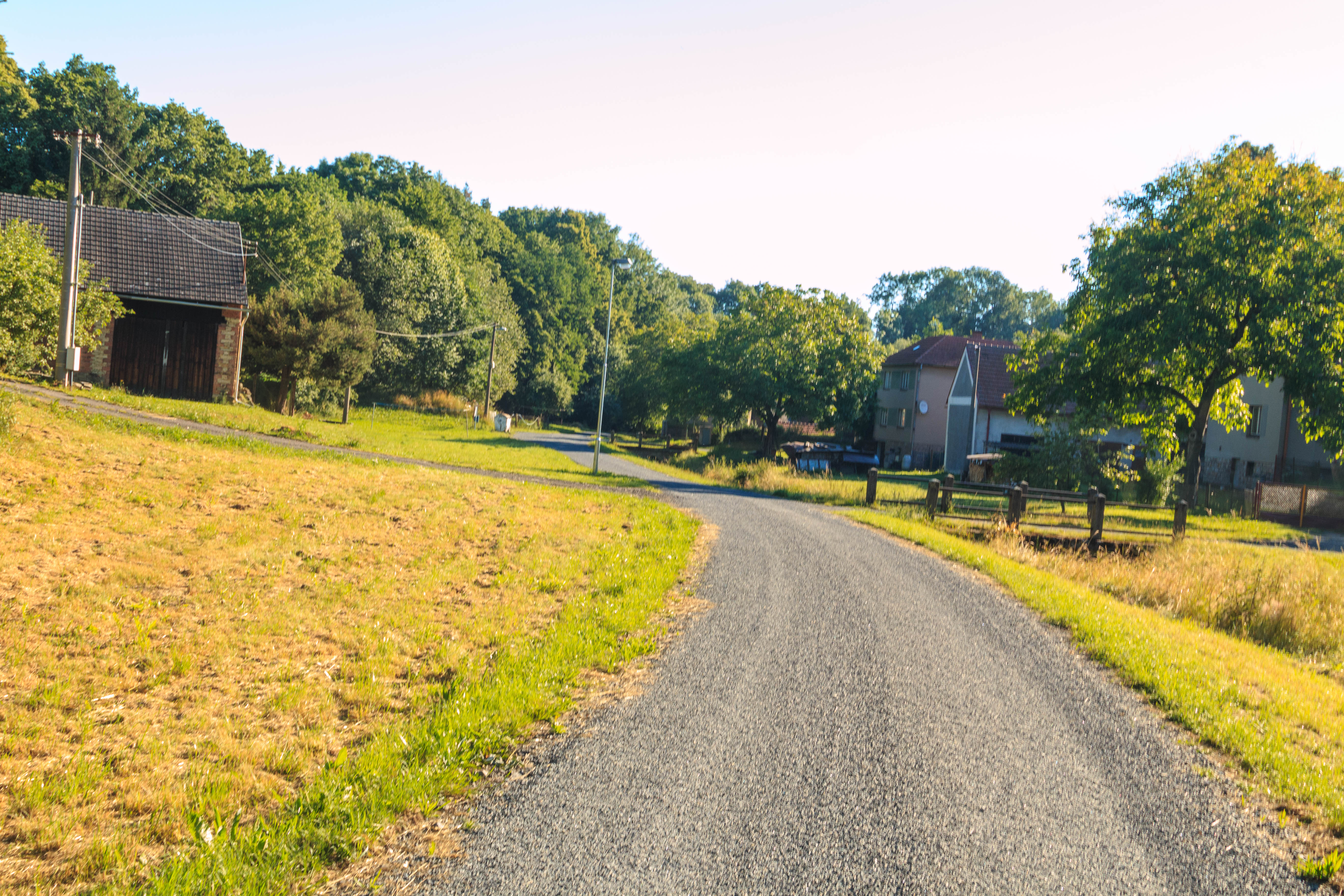
Ortsansicht

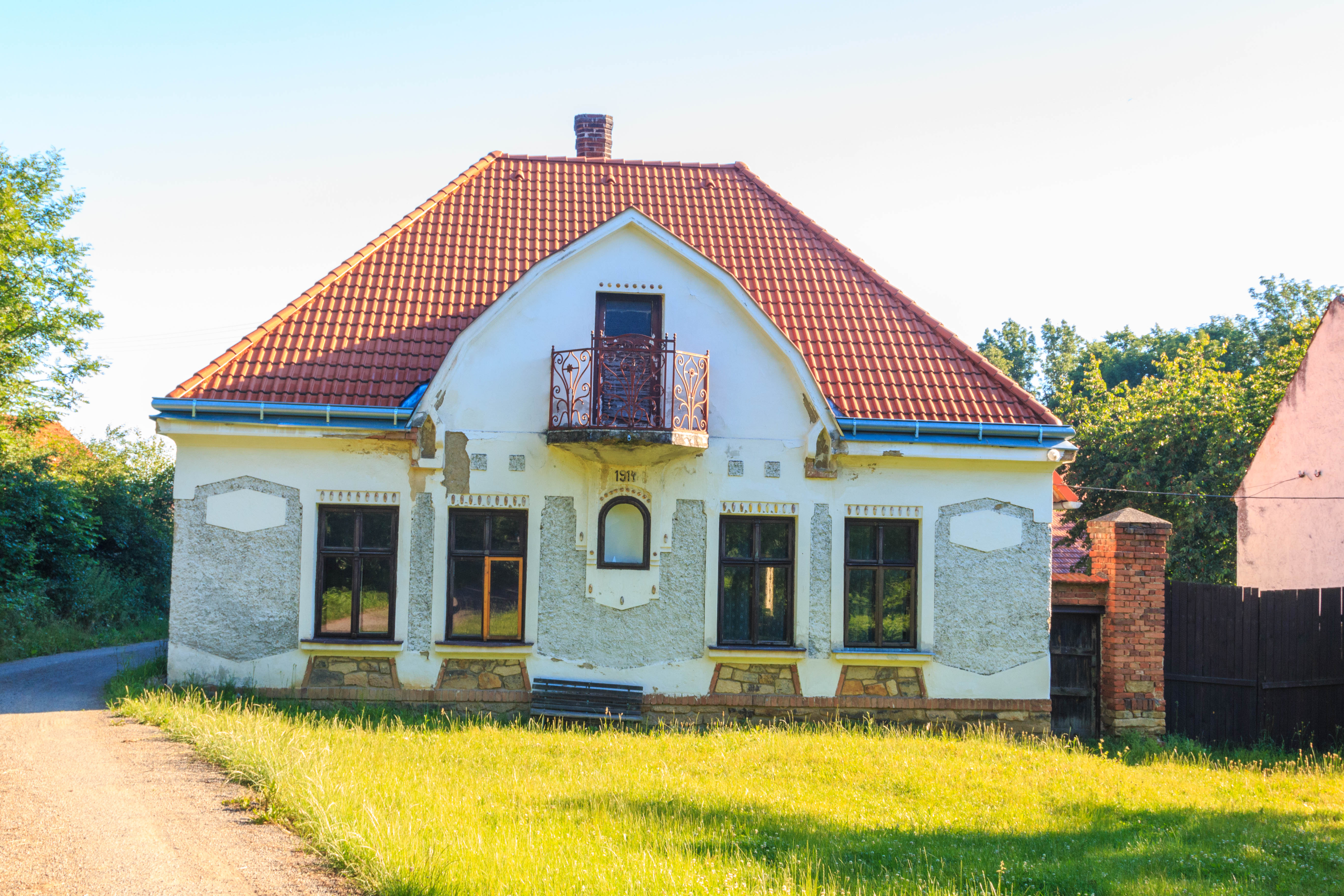
Haus Nr. 17

Vrtěšice (deutsch Wrtieschitz, 1939–45 Wirteschitz) ist ein Ortsteil der Stadt Golčův Jeníkov in Tschechien. Er liegt zwei Kilometer östlich von Golčův Jeníkov und gehört zum Okres Havlíčkův Brod.

## Geographie
Vrtěšice befindet sich rechtsseitig des Baches Váhanka im Seitental des Nasavrcký potok in der Hornosázavská pahorkatina (Hügelland an der oberen Sázava). Südlich des Dorfes verläuft die Staatsstraße II/345 zwischen Golčův Jeníkov und Vilémov.
Nachbarorte sind Skryje und Sirákovice im Norden, Bučovice und Heřmanice im Nordosten, Vilémov und Klášter im Osten, Ždánice, Košťany und Sychrov im Südosten, Jakubovice, Zhoř und Frýdnava im Süden, Nasavrky und Olšinky im Südwesten, Golčův Jeníkov im Westen sowie Lucký Mlýn, Ráj und Stupárovice im Nordwesten.

## Geschichte
Die erste schriftliche Erwähnung des Dorfes erfolgte 1414 unter den Gütern des Benediktinerstiftes Wilmzell. In der Zeit des Niedergangs des Klosters bemächtigten sich 1547 die Herren Trčka von Lípa des Klosterbesitzes. Nachdem das Kloster um 1575 aufgegeben worden war, verkaufte König Rudolf II. 1577 die Herrschaft Wilimow mit den Dörfern Vrtěšice, Nasavrky, Zhoř und Jakubovice erblich an Beneš Beneda von Nečtiny. In der zweiten Hälfte des 17. Jahrhunderts erwarben die Grafen Caretto von Milessimo die Herrschaft. In der 1681 unter Karl Leopold Caretto von Milessimo erstellten Revisitation der Herrschaft Wilimow geht hervor, dass Vrtěšice zu dieser Zeit aus drei Bauernwirtschaften bestand. Im 18. Jahrhundert ließen die Grafen Caretto von Milessimo die Herrschaft zum Fideikommiss erklären. 1787 standen in Wrtiessicz fünf Häuser.
Im Jahre 1840 bestand das im Caslauer Kreis gelegene Dorf Wrtieschitz bzw. Wrtěssice aus 15 Häusern, in denen 109 Personen lebten. Im Ort gab es ein Wirtshaus. Pfarr- und Amtsort war Kloster. Bis zur Mitte des 19. Jahrhunderts blieb Wrtieschitz der Familienfideikommissherrschaft Wilimow untertänig.
Nach der Aufhebung der Patrimonialherrschaften bildete Vrtěšice ab 1849 einen Ortsteil der Gemeinde Nasavrky im Gerichtsbezirk Habern. Ab 1868 gehörte der Ort zum Bezirk Časlau. 1869 hatte Vrtěšice 130 Einwohner und bestand aus 19 Häusern. Im Jahre 1900 lebten in Vrtěšice 100 Menschen, 1910 waren es 115. 1930 hatte Vrtěšice 85 Einwohner und bestand aus 19 Häusern. Seit der Gebietsreform von 1960 gehört das Dorf zum Okres Havlíčkův Brod. 1961 erfolgte die Eingemeindung nach Golčův Jeníkov. Beim Zensus von 2001 lebten in den 17 Häusern des Dorfes 21 Personen.

## Ortsgliederung
Der Ortsteil Vrtěšice bildet einen Katastralbezirk.

## Sehenswürdigkeiten
- Wüste Burg Červenice, östlich des Dorfes auf einem Sporn über dem Tal der Váhanka